# إدواردو لارا
إدواردو لارا (بالإسبانية: Eduardo Lara) هو مدرب كرة قدم كولومبي، ولد في 4 سبتمبر 1959 في Pradera ‏ في كولومبيا.